# Hope Mansell
Hope Mansell est une paroisse civile et un village du Herefordshire, en Angleterre.